# Epsilon2 Arae
Epsilon2 Arae (ε2 Ara, ε2 Arae) é uma estrela dupla na constelação de Ara. Está a aproximadamente 89 anos-luz (27,2 parsecs) da Terra. Com uma magnitude aparente de 5,29, é visível a olho nu em boas condições de visualização.
A estrela mais brilhante é uma estrela de classe F da sequência principal de magnitude 5,44 com uma classificação estelar de F5 V Fe+0.5. A notação 'Fe+0.5' indica que tem uma abundância de ferro maior que o normal. Tem uma companheira de magnitude 8,65 separada por 0,590 segundos de arco. Tem também uma companheira anã branca com movimento próprio comum, WDS J17031-5314, de magnitude 13,47.